# Р-7
Р-7 (Індекс ГРАУ — 8К71, Кодова назва НАТО — SS-6 Sapwood) — радянська двоступенева міжконтинентальна балістична ракета з ядерним бойовим зарядом, який могла доставити практично в будь-яку точку території «вірогідного противника». Перша у світі міжконтинентальна балістична ракета[джерело?] і перша у світі ракета-носій.
Перебувала на озброєнні з 20 січня 1960 до кінця 1968.
Стала основою сімейства носіїв космічного призначення. Глибокі модифікації цієї ракети використовуються станом на 2014 і є основою для російської космонавтики.

## Історія

### Попередні дослідження
1950 почались попередні дослідження за темою Н3 [наукового завдання] «Дослідження перспектив створення РДД [Ракет Дальної Дії] різних типів з дальністю польоту 5 000-10 000 км з масою бойової частини 1…10 т». Тема виконувалась за Постановою від 4 грудня 1950.
Дослідженнями керував НДІ-88 на чолі з Сергієм Павловичем Корольовим. До роботи залучались:
- ОКБ-456 В. П. Глушко — двигуни,
- НДІ-885(інші мови) (М. С. Рязанський, М. О. Пілюгін) — управління,
- НДІ-3(інші мови) (Шебанін, ДСКБ Спецмаш) — стартовий майданчик,
- КБ-11 — ядерна боєголовка,
- НДІ-4 (А. І. Соколов) — пускове обладнання,
- ЦІАМ(інші мови), ЦАГІ (А. А. Дородніцин, В. В. Струминський) — аеродинаміка,
- НДІ-6(інші мови) (Воротов), НДІ-125(інші мови) (Б. П. Жуков), НДІ-137(інші мови) (Костров) і НДІ-504 (Карпов), НДІ-10(інші мови) (В. І. Кузнєцов(інші мови)) — гіроскопічна платформа,
- НДІ-49(інші мови), математичний інститут ім. Стеклова А. Н.

При виконанні теми було досліджено значний обсяг проблемних, на той час, питань і намічено шляхи їхнього вирішення, доведена принципова можливість створення ступеневих балістичних ракет, що працюють на компонентах палива «рідкий кисень — гас», з корисним вантажем 3-5 т. Було з'ясовано, що основні складності з'являться при створенні двигунів тягою 200—300 тс з питомим імпульсом в порожнині 325 с, автономних і радіотехнічних засобів управління польотом, конструкції і теплоізоляції головної частини, яка входить в атмосферу на швидкості 6 000-7 000 м/с тощо.
Продовженням теми Н3 стала тема Т-I «Теоретичні і експериментальні дослідження зі створення двоступеневої балістичної ракети з дальністю польоту 7000-8000 км». Роботи виконувались згідно з Постановою від 13 лютого 1953. Метою теми Т-I була розробка ескізного проекту двоступеневої балістичної ракети дальньої дії масою до 170 т з головною частиною, яка відокремлюється, масою 3 000 кг і дальністю 8000 км.

### Зміна вимог
12 серпня 1953 на Семипалатинському полігоні було випробувано перший радянський термоядерний заряд, маса якого була більшою ніж маса ядерного, тому 3 жовтня 1953 за вказівкою заступника Голови Ради Міністрів СРСР В. А. Малишева маса головної частини проектованої ракети була збільшена з 3 000 до 5 500 кг при збереженні дальності польоту, в зв'язку з чим вимагалась значна переробка проекту (оскільки з головною частиною такої маси спроектована ракета могла забезпечити дальність 5 500 км).
В січні 1954 року відбулась нарада головних конструкторів С. П. Корольова, В. П. Барміна, В. П. Глушка, Б. М. Конопльова, В. І. Кузнєцова, М. О. Пілюгіна з участю М. І. Борисенка, К. Д. Бушуєва, С. С. Крюкова і В. П. Мішина, на якій обговорювались подальші роботи з ракетою у зв'язку зі збільшенням маси головної частини. На нараді вирішили використовувати уніфікований двигун відносно невеликих розмірів для усіх блоків, обмеження габаритів блоків, що давало змогу транспортувати їх залізничним транспортом. Через умови експлуатації довелось створювати стаціонарне наземне обладнання з нетрадиційним способом підвіски ракети на спеціальних фермах, які відкидаються, що дозволило не навантажувати нижню частину ракети на стартовій позиції і зменшити її масу.
Для визначеної точності стрільби розкид імпульсу післядії тяги двигунів має бути в чітко фіксованому діапазоні, однак на стадії ескізного проектування ОКБ-456 (В. П. Глушко) не змогло вирішити цю проблему. Тому вперше в радянському ракетобудуванні вирішили використати стернові камери, які забезпечували б тягу після вимкнення основного маршового двигуна й необхідний імпульс післядії. Через відмову Глушка від розробки стернових двигунів Корольов доручив цю роботу Мельникову. Стернові двигуни з вузлами качання, суміщені з магістралями підводу компонентів палива, які відбирались за турбонасосним агрегатом основного двигуна, мали тягу 2,5 тс. На кожному боковому блоці встановлювались два стернові двигуни, а на центральному блоці — чотири.
Створення стернового двигуна вимагало вирішення багатьох науково-технічних проблем і нових конструкцій, які були використані з подальшим розвитком в наступних розробках (Молнія, Н1, Протон). Серед них:
- камера згоряння, яка працює на паливі «рідкий кисень і гас Т-1», охолоджується гасом і має високі для того часу енергетичні і масові характеристики;
- герметичні поворотні вузли, суміщені з магістралями підводу компонентів палива, які забезпечують качання камери згорання на кут 45 градусів і мають малі моменти тертя;
- піроклапан, який працює в рідкому кисні, що уможливило суттєво зменшити імпульс тяги післядії;
- пірозапалювальний пристрій для рідкого палива при запуску камери згоряння.

### Кінцева схема
Після обговорення основних питань було затверджено основні характеристики ракети Р-7:
- маса заправленої ракети 279 т,
- маса незаправленої ракети 26,5 т,
- маса корисного вантажу (головної частини, ГЧ) 5,37 т,
- стартова тяга двигунів 403,4 тс,
- дальність стрільби 8000 км,
- максимальна висота траєкторії 1130 км,
- максимальна довжина 3 4080 мм.

В лютому 1954 узгодили основні етапи відпрацювання ракети і 20 травня 1954 ухвалили Постанову з розробки двоступеневої балістичної ракети Р-7 (8К71). Постановою визначались: головний розробник ОКБ-1 НДІ-88 і співвиконавці ОКБ-456 (двигуни), НДІ-885 (системи управління), ДСКБспецмаш (наземне обладнання), НДІ-10 (гіроприлади), КБ-11 (спеціальний заряд — ядерна боєголовка), НДІ-4 МО (полігонні випробування).
Постановою від 28 червня 1954 «Про план НДР [науково-дослідницьких робіт] зі спеціальними виробами» уточнювались зміст, порядок і строки робіт над міжконтинентальною балістичною ракетою Р-7.
У наказі міністра оборонної промисловості від 6 липня 1954 особливо зазначалось, що створення ракети Р-7 є завданням державної ваги і всі роботи слід закінчити в зазначений строк.
Ескізний проект ракетного комплексу Р-7 був готовий в середині липня 1954. Такі швидкісні темпи забезпечило значне використання доробку за темою Т-1.
Конструкція ракети Р-7 принципово відрізнялась від усіх раніше розроблених ракет — вона складалась з чотирьох однакових бічних ракетних блоків, які прикріплювались до центрального блоку. За внутрішньою компоновкою бічні і центральний блоки були аналогічні одноступеневим ракетам з «переднім» розташуванням баку окисника. Паливні баки всіх блоків були «несними». Двигуни усіх п'яти блоків починали працювати на Землі. При розділенні ступенів бічні двигуни вимикались, а центральна частина продовжувала політ як другий ступінь. На кожному блоці встановлювався уніфікований чотирикамерний РРД з тягою 80-90 тс кожен. Апаратура автономного управління була дуже громіздкою і розташовувалась, переважно, в міжбаковому відсіку центрального блоку у великих (висотою близько 1 м) стійках — касетах. Система управління включала автомат стабілізації, який забезпечував нормальну і бічну стабілізацію, регулювання уявлюваної швидкості й радіосистему управління дальністю і напрямком.
При пакетній схемі неможливо було обійтись без регулювання рушійних установок. Спершу на центральному блоці встановили систему регулювання одночасного спорожнення баків, оскільки відсутність такої системи призводила до значної втрати дальності. Головна частина ракети, яка мала входити у щільні шари атмосфери зі швидкістю 7 900 м/с (що в 2,5 рази більше швидкості головної частини ракети Р-5), мала форму конуса з кутом між твірними конуса 22 градуси, довжиною 7,2 м і масою 5500 кг.

### Затвердження проекту
Ескізний проект ракети Р-7 розглядала експертна комісія на чолі з академіком Келдишем, до якої входили видатні вчені і представники замовника. Комісія визнала, що надані матеріали можуть використовуватись як основа подальших робіт.
20 листопада 1954 ескізний проект ракети Р-7 схвалила Радою Міністрів СРСР.
В листопаді 1954 в ОКБ-1 відбулась нарада з участю К. Н. Руднєва, В. П. Барміна, Н. А. Пилюгіна, М. С. Рязанського і представників замовника. На нараді розглянули і схвалили пропозицію ОКБ-1 про збирання пакету ракети не вертикально на стартовій споруді, як передбачалось у проектних розробках, а горизонтально в монтажному корпусі і зібраною підвішувати у стартовій системі за силові вузли на бічних блоках у місцях їхнього кріплення до центрального блоку.
20 березня 1956 було ухвалено Постанову про заходи із забезпечення випробувань ракети Р-7 й інші заходи, які створюють сприятливі умови для її розробки. Значно зріс темп робіт з відпрацювання ракети Р-7, а з ним і навантаження на виконавців, для яких запровадили акордну оплату праці і додаткове преміювання.
Робота з ракетою Р-7 до її повного закінчення складалась з трьох етапів:
1. доробка проекту відповідно до зауважень експертної комісії, виготовлення двох партій ракет для стендових і однієї для льотних випробувань;
2. випробування серії ракет за повною програмою, внесення за їхніми результатами необхідних змін і подальше вдосконалення ракет;
3. виготовлення партії ракет з уточненими характеристиками для здійснення льотних випробувань.

На першому етапі довелось створити спеціальну випробувальну станцію, обладнану необхідною вимірювальною апаратурою, на дослідному заводі організувати спеціальне виробництво, розробити і освоїти технологію виготовлення стернових двигунів і забезпечити їхнє постачання для автономних випробувань і спільного відпрацювання з двигуном ОКБ-456, а також підготувати їхній комплект для першого і другого етапів випробувань.
Відпрацювали схему запуску двигунів, яка повністю виключала аварійну ситуацію в момент відриву ракети від стартової системи.

### Конструкторська документація
Розробка конструкторської документації на ракету Р-7 почалася 1953 після наради у Головного конструктора, на якій був присутній Міністр оборонної промисловості Устинов. Він наголосив на важливості і терміновості завдання і обіцяв всебічну допомогу колективу.
Крім робочої документації на штатну ракету створили документацію на повнорозмірні макети для експериментального відпрацювання всіх систем ракети.

### Випробування
1956 виготовили по два комплекти блоків А (центрального) і Б (одного з бічних) для стендових випробувань і три макетні зразки для наземного відпрацювання. Одночасно виготовили перший льотний зразок, заводські контрольні випробування якого відбулись у філіалі № 2 НДІ-88 (згодом НДІ-229), внаслідок неготовності заводської контрольно-випробувальної станції. Перший льотний зразок ракети Р-7 в кінці 1956 відправили на полігон.
У другій половині 1956 вирішили підключити до серійного виготовлення ракети Р-7 Куйбишевського авіаційного заводу «Прогрес» (А. Я. Ліньков). Перші ракети на заводі «Прогрес» збирались з деталей і вузлів, виготовлених на заводі № 88. Згодом при заводі «Прогрес» організували філіал ОКБ-1 на чолі з заступником Головного конструктора Д. І. Козловим.
Комплексна програма випробувань складалась з таких етапів:
- На ракеті Р-5Р замість головної частини встановили контейнер з бортовою апаратурою системи радіокерування польотом ракети Р-7. З 31 травня по 15 червня 1956 було здійснено три успішні запуски ракети Р-5Р.

- На ракеті М5РД на Головному центральному полігоні (ГЦП) за два етапи по п'ять пусків кожен (перший етап з 16 лютого по 23 березня 1956, другий — з 20 липня по 18 серпня 1956) випробували в реальних умовах польоту систему регулювання ракети Р-7: систему одночасного спорожнення баків центрального блока, систему регулювання уявлюваної швидкості, систему нормальної і бічної стабілізації, телеметричної системи «Трал» і системи контролю «Факел». Випробування були успішними.

- На Ленінградському металевому заводі (ЛМЗ), де були бетоновані колодязі діаметром 19 м, призначені свого часу для виготовлення гарматних башт, і два 300-тонні крани, що дозволяло піднімати заправлену ракету, випробували безударний вихід ракети зі стартової системи.

Випробування здійснювали з макетно-технологічним зразком ракети Р7-СН, баки якого заправляли водою з антикорозійною присадкою. Для цього ракета встановлювалась у налагоджену пускову установку «Тюльпан», заправлялась до стартової маси і піднімалась для імітації зльоту двома кранами на спеціальній траверсі, закріпленій за силові головки бічних блоків. При цьому вимірювались швидкість руху і кути елементів пускової установки (нижніх спрямних), які відходили від ракети, опорних ферм, кабель-щогли тощо. Перерахунком дослідних даних, незважаючи на недостатньо повну імітацію старту (різниця в швидкостях виходу ракети з пускового пристрою й інші параметри), було отримано висновок про безударний вихід ракети з пускового пристрою при реальному запуску.
Випробування відбувались з червня по вересень 1956, після чого пускову установку і ракету Р7-СН розібрали для відправки на полігон для монтування і налаштування технічного і стартового комплексів. На початку грудня 1956 ракета Р7-СН прибула на полігон.
- Вогневі випробування ракетних блоків і ракети загалом відбувалися з липня 1956 до березня 1957 на стендовій базі філіалу № 2 НДІ-88, збудованій спеціально для випробування ракети Р-7.

Відбулося п'ять вогневих випробувань трьох бічних блоків (15 серпня, 1 і 24 вересня, 11 жовтня і 3 грудня 1956), три випробування центрального блока (27 грудня 1956 блок 2ЦС, 10 і 26 січня 1957 блок 1ЦС) і вогневі випробування двох зібраних в «пакет» ракет (20 лютого «пакет» 2С, 30 березня 1957 «пакет» 4СЛ — льотний варіант).
Вогневі випробування трьох бічних блоків відбулись задовільно. Рушійні установки запускались відповідно до встановленої циклограми. При підготовці до вогневих випробувань першого центрального блока після заправки киснем сталась аварія: через гідроудари зруйнувалась тунельна труба подачі кисню в двигун і весь кисень витік. Причиною аварії став перегрів рідкого кисню в тунельній трубі через її велику довжину. Для усунення цього недоліку запровадили постійне протікання кисню з нижньої точки трубопроводу на викид, який згодом замінили системою циркуляції. Після ремонтно-відновлювальних робіт випробування продовжились і дали позитивні результати. Перше випробування ракети тривало 20 с завдяки зменшенню заправки компонентами палива. В наступних випробуваннях тривалість роботи рушійних установок всіх блоків відповідала тривалості їхньої роботи при польоті, а бортовою системою управління польотом здійснювались відхилення стернових камер на максимальні кути.
Паралельно з вогневими випробуваннями на спеціальному стенді відпрацьовували відстикування наземних комунікацій і технологію обслуговування хвостових відсіків ракети на старті, за результатами яких скоректували експлуатаційну документацію.
- У філіалі № 2 НДІ-88 перевірили роботу всіх механізмів кабіни обслуговування, методики її розгортання і відведення в нішу, а також перевірили можливості і зручності обслуговування хвостових відсіків ракети з майданчиків кабіни. Для цього зібрали спеціальну установку, яка складалась з реальної кабіни обслуговування і макетів хвостових частин блоків ракети. Під час випробувань кабіна багаторазово висувалась з ніші, піднімались її майданчики, розкладались і приєднувались до хвостових відсіків ракети заправні шланги, а також складання і евакуація кабіни в нішу. Після закінчення випробувань кабіну відправили на полігон для монтування на стартовій системі.

- На спеціальній установці у філіалі № 2 НДІ-88 випробували систему відокремлення бічних блоків ракети від центрального для визначення реальних характеристик і параметрів системи розділення блоків. Результати вимірів показали, що система розділення функціонує нормально і її параметри не перевищують проектних значень.

- Випробували технологію підготовки ракети до запуску і взаємодію служб полігону.

### Налагоджування
У грудні 1956 на полігон доставили першу ракету Р-7-СН для налагоджувальних робіт.
Програма цих робіт як частина загальної програми відпрацювання ракети Р-7 передбачала:
- на технічній позиції — повний обсяг механозбиральних робіт з ракетою, перевірку герметичності всіх магістралей ракети, перевірку зручності обслуговування систем ракети з агрегатів наземного обладнання і відпрацювання технічної документації на підготовку ракети і навчання обслуги;

- на стартовій позиції — транспортування ракети, підйом у вертикальну позицію і встановлення на пусковий пристрій, вертикалізацію і прицілювання, підключення до ракети усіх пневмо- і гідрокомунікацій, заправку ракети компонентами палива, газами і виконання усіх передстартових операцій (опускання ферм обслуговування, відведення кабіни обслуговування в нішу), відстріл пневмо- і гідроколодок від ракети, зливання компонентів палива і евакуацію ракети зі стартової позиції, відпрацювання технічної документації і навчання бойової обслуги.

Під час робіт контролювались готовність до роботи і наладка всіх служб полігону.
Випробування здійснювались з грудня 1956 до лютого 1957.
В грудні 1956 було здійснено літакові обльоти усіх пунктів полігонного вимірювального комплексу, які були розташовані вздовж траси польоту і в районах падіння головної частини.

### Льотно-конструкторські випробування
В березні 1957 на технічну позицію полігону доставили першу ракету Р-7 (№ 5) для льотно-конструкторських випробувань (ЛКВ). Процес підготовки ракети передбачав електропневмовипробування кожного блоку, перевірку співвісності блоків ракети після транспортування, збирання пакету, електро- і пневмовипробування ракети загалом (автономні і комплексні випробування), встановлення пневматичних і гідравлічних колодок на блоки ракети для приєднання на стартовому комплексі наземних магістралей, перекладання «пакета» на установник і пристикування головної частини.
10 квітня 1957 відбулось перше засідання Державної комісії з проведення льотних випробувань (комісію затвердила Рада міністрів 31 серпня 1956), у складі В. М. Рябікова (голова), М. І. Нєдєліна (заступник голови), С. П. Корольова (технічний керівник), В. П. Барміна, В. П. Глушка, В. І. Кузнєцова, А. Г. Мрикіна, Н. А. Пилюгіна, М. С. Рязанського (заступники технічного керівника), С. М. Владімірського, А. І. Нестеренка, Г. Н. Пашкова, І. Т. Пересипкіна і Г. Р. Ударова.
Корольов на засіданні комісії доповів про результати експериментального відпрацювання і про підготовку ракети Р-7 до початку льотних випробувань. Вагомими аргументами про готовність ракети до льотних випробувань були позитивні результати вогневих стендових випробувань блоків і ракети загалом. У своїй доповіді Корольов торкнувся структури випробувальних обслуг і їхнього персонального складу, схеми контролю відповідальних операцій підготовки ракети до запуску («виконавець — контролер випробувального управління — контролер Головного конструктора»), яка широко використовувалась в подальших роботах, особливо при підготовці пілотованих космічних комплексів.
Льотні випробування мали перевірити правильність принципових рішень, закладених в конструкцію ракети, двигунів, системи управління, комплексу наземного обладнання; вдосконалити їх і відпрацювати в льотних умовах; отримати і накопичити дані щодо дальності і купчастості при запусках на розрахункову дальність 6 314 км; а також отримати дані для всіх систем і агрегатів ракети, комплексу наземного обладнання і вимірювальних засобів.
Виходячи з цих завдань, метою перших запусків було відпрацювання техніки старту, динаміки керованого польоту першого ступеня і процесу розділення ступенів, а наступних — перевірка і відпрацювання системи радіоуправління, динаміки польоту другого ступеня і руху головної частини до мети.

### Запуски першої серії
5 травня 1957 ракету Р-7 № 5 вивезли на стартову позицію. Роботи з підготовки ракети до запуску на стартовій позиції, враховуючи новизну і відповідальність, поділили на кілька днів, зокрема заправка ракети компонентами палива передбачалась на восьмий день.
Перший запуск відбувся 15 травня 1957 о 19 годині 01 хвилині за московським часом (16:01 UTC). За візуальними спостереженнями політ відбувався нормально до 60-ї секунди, потім в хвостовому відсіку помітили зміни в полум'ї газів, які витікають з двигунів. Обробка телеметричної інформації показала, що на 98-ій секунді польоту відвалився бічний блок Д і ракета втратила стійкість. Причиною аварії була негерметичність паливної магістралі пального. Під час запуску було отримано дані про динаміку старту і керованого польоту 1 ступеня.
Другий запуск, призначений на 11 червня 1957, не відбувся, незважаючи на три спроби: при перших двох спробах через примерзання тарелі головного кисневого клапана блоку В скидалась схема запуску, на третій спробі аварійно вимкнулись рушійні установки на режимі попереднього ступеня через помилку, допущену на технічній позиції при установці клапана азотної продувки магістралі окисника центрального блоку. Ракету зняли з пускового пристрою і повернули на технічну позицію.
Третій запуск відбувся 12 липня 1957 о 15:53 (12:53 UTC). На 33-ій секунді польоту ракета втратила стійкість. Причиною аварії було замикання на корпус ланцюгів керівного сигналу інтегрувального приладу по каналу обертання.
Четвертий запуск 21 серпня 1957 о 15:25 (12:25 UTC) відбувся успішно і ракета вперше досягла району мети. Під час запуску головна частина зруйнувалася в щільних шарах атмосфери на низхідній ділянці траєкторії, експериментальних даних про причини цього руйнування не було, оскільки телеметричні записи припинились за 15-20 секунд до падіння головної частини. Аналіз елементів конструкції головної частини, які впали, дозволив встановити, що руйнування почалось з наконечника головної частини, і одночасно уточнити розмір знесення її теплозахисного покриття. Це дозволило доробити документацію на головну частину, уточнити компоновку, розрахунки конструкції і міцності, і виготовити її в найкоротші строки для чергового запуску.
В засобах масової інформації 27 серпня 1957 опублікували повідомлення ТАРС, що в Радянському Союзі випробували міжконтинентальну балістичну ракету.
П'ятий запуск ракети Р-7 7 вересня 1957 переважно підтвердив результати попереднього запуску.
Позитивні результати польоту ракет на активній частині траєкторії дозволили використати їх для запуску перших двох штучних супутників Землі (типу «ПС»). Їхніми носіями були ракети № 1ПС і 2ПС (дві ракети з дванадцяти, призначених для ЛКВ), які допрацювали з врахуванням необхідних завдань і досвіду льотного відпрацювання. Загалом виведення двох перших штучних супутників Землі було успішним.

### Запуски другої серії
За результатами шести запусків ракети Р-7 першої серії допрацювали головну частину (замінили новою) і систему її відокремлення, використали щілинні антени телеметричної системи «Трал» тощо, ефективність змін підтвердили наступні запуски.
Льотно-конструкторські випробування другого етапу закінчились запусками ракет Р-7 24 травня і 10 липня 1958.

### Запуски третьої серії
Р-7 з урахуванням усунутих в установлені строки зауважень і недоліків, виявлених і не усунутих в процесі випробувань, допускалась до чергового етапу льотних випробувань. Метою цих випробувань були перевірка основних льотних і експлуатаційних характеристик МБР Р-7 вимогам Постанови від 20 травня 1954, перевірка правильності і достатності конструктивних рішень, ухвалених за результатами ЛКВ ракет Р-7 другого етапу, які визначали надійність ракет, визначену дальність і точність стрільби, і видача рекомендацій про можливість прийняття конструкції третього етапу на озброєння Радянської Армії.
Спільні льотні випробування проводились з 24 грудня 1958 по 27 листопада 1959. Випробовувались 16 ракет, з яких вісім виготовили на серійному заводі «Прогрес». Випробуванням передували контрольні вогневі стендові випробування спеціальної збірки, яка складалась з центрального і одного бічного блоку, виконані у серпні-листопаді 1958 на стендах філіалу № 2 НДІ-88. Випробування 17 листопада 1958, на якому бічний блок закріпили за схемою «пакет», підтвердили ефективність заходів для усунення резонансних коливань в контурі «пружна конструкція — рушійна установка», які раніше призводили до руйнування ракети на першому ступені польоту.
На ракетах третього етапу ліквідували міжбаковий відсік приладів на центральному блоці (прилади розмістили в єдиному блоці у верхній частині блоків), встановили стернові двигуни підвищеної тяги і покращеної схеми їхнього живлення, СОБІС замість СОБ (для одночасного спорожнення всіх баків на кожному блоці і синхронізації їхнього спорожнення у визначених межах), змінили умови наддуву баків й виконали інші конструктивні вдосконалення.
З 16 запущених ракет 10 досягли мети з визначеною точністю, дві ракети перевищили дальність на 1 890 км через відхилення в роботі системи управління, одна ракета не долетіла до мети 28 км через ненормальну роботу системи наддуву трубопроводу окисника на кінцевому ступені, одна ракета перелетіла мету на 16,8 км через нестійку роботу системи радіоуправління і дві ракети припинили політ через відхилення в роботі рушійної установки.
Одночасно з ЛКВ здійснювались запуски космічних ракет-носіїв на базі ракет Р-7 третього етапу (вересень 1958 — листопад 1959). Здійснили сім запусків автоматичних станцій.

## На озброєнні
Постановою від 20 січня 1960 міжконтинентальну балістичну ракету Р-7 (8К71) прийняли на озброєння Радянської Армії.
Перший підрозділ стратегічних ракет почав функціонувати 9 лютого 1958 на полігоні Плесецьк біля селища Плесецьк в Архангельській області РСФСР (нині Російська Федерація). Перше випробування ракети відбулось 15 грудня 1959. Стартову позицію закінчили будувати 1 січня 1960. 16 липня відбулось два навчально-бойових запуски.
Будівництво полігону було надзвичайно дорогим, переважно через складність будівництва у віддаленому регіоні великих стартових комплексів. Проектна вартість одного стартового майданчика становила 5% радянського оборонного бюджету. Американці зіткнулись зі схожими проблемами — перше покоління бойових ракет вимагало значних витрат.
Збудували чотири стартові комплекси для ракет Р-7.
12 вересня 1960 на озброєння прийняли МБР Р-7А, яка мала більше палива у другому ступені завдяки зменшенню кількості електроніки, що зменшило масу і збільшило дальність стрільби на 500 км, нову головну частину і спрощену систему радіоуправління.
Після розвідувальних польотів літаків-шпигунів ЦРУ U-2 величезні стартові комплекси перестали бути таємницею для американців і могли бути швидко знищені у випадку ядерної війни. Перед стартом ракету доставляли з технічної позиції залізничним транспортно-установочним лафетом і встановлювали на масивний пусковий пристрій. Підготовка ракети до запуску тривала майже 20 годин. Ракета не могла перебувати заправленою більше доби, оскільки мала кріогенну систему. Ракети не могли перебувати у постійній бойовій готовності і були незахищеними від повітряної атаки. Р-7 розроблялась для запуску ранньої важкої водневої бомби, але після появи легших за масою бомб втратила своє значення.
До кінця 1968 обидві ракети зняли з озброєння.

### Модифікації на базі Р-7
З кінця 1959 почались льотно-конструкторські випробування ракети Р-7А (8К74) з головною частиною нової конструкції і без системи радіоуправління. Дальність польоту ракети суттєво зросла. Спростили методику підготовки ракети до запуску. Під час ЛКВ випробували вісім ракет, з яких сім своє завдання виконали. Ракету Р-7А прийняли на озброєння, на заміну ракети Р-7. Двоступенева ракета Р-7 — ракета-носій «Супутник» (8К71ПС і 8А91) використовувалась для запуску перших трьох штучних супутників Землі.
Триступеневі ракети-носії 8К72 з блоком Е («Восток»), і 11А511 з блоком І («Союз») використовувались для польотів у дальній космос і до Місяця, польотів пілотованих космічних кораблів «Восток», «Восход», «Союз». Згодом ці ракети-носії використовували для запуску космічних кораблів типу «Зеніт», «Метеор», «Електрон», «Прогрес» тощо.
Чотириступенева ракета-носій 8К78 з блоками І, Л («Молнія») використовувалась для запусків автоматичних міжпланетних станцій до планет Марс і Венера, запусків супутників зв'язку типу «Молнія».
При створенні триступеневої і особливо чотириступеневої ракет-носіїв зустрілись нові проблеми, пов'язані переважно з запуском двигунів в умовах космічного простору і невагомості, які призводили до аварійних наслідків.
Значна роль в модернізації ракет типу Р-7, належить Куйбишевському філіалу ОКБ-1, а потім ЦСКБ (Д. І. Козлов) і заводу «Прогрес», який виготовляв ці ракети. Четвертий ступінь ракети 8К78 з 1965 розробляють і виготовляють у НВО ім. Лавочкіна.